# Тесное
Тесное — упразднённая деревня в Угранском районе Смоленской области России. Входила в состав Холмовского сельского поселения. По состоянию на 2007 год постоянного населения не имела. 
Располагалась в юго-восточной части области в 45 км к юго-западу от Угры, в 20 км западнее автодороги Знаменка-Спас-Деменск. В 8 км южнее деревни расположена железнодорожная станция О.п. 475-й км на линии Смоленск — Сухиничи. 

## История
В годы Великой Отечественной войны деревня была оккупирована гитлеровскими войсками в октябре 1941 года, освобождена в марте 1943 года.
Упразднена в 2010 году. 